# SkyExpress
SkyExpress (russisch: Скай Экспресс) war die erste  russische Billigfluggesellschaft mit Sitz in Moskau und Basis auf dem Flughafen Moskau-Wnukowo.

## Geschichte
SkyExpress wurde im März 2006 von Boris Abramowitsch, dem Vorstandsvorsitzenden und Großaktionär der KrasAir, gegründet. Die Anteilseigner waren ursprünglich neben diesem und seinem Bruder Alexander (zusammen 40 %) die Europäische Bank für Wiederaufbau und Entwicklung (20 %) und die britischen Investmentgesellschaften Altima Partners (20 %), MG Capital (10 %) und Sloane Robinson (10 %). Im März 2009 wurde jedoch bekannt, dass 75 % der SkyExpress-Aktien vom Unternehmer Witali Wanzew gekauft wurden.
Die erste Maschine für SkyExpress wurde am 12. November 2006 nach Moskau geliefert; hierbei handelte es sich um eine ehemals von der Lufthansa sowie der brasilianischen Gol Transportes Aéreos betriebene Boeing 737-300. Am 29. Januar 2007 startete SkyExpress mit der Aufnahme der Flugverbindung von Moskau nach Sotschi den regulären Flugbetrieb. Bis September 2007 kamen sechs weitere innerrussische Ziele hinzu. 
Die billigsten Flugtickets der Gesellschaft kosteten anfangs je 500 Rubel (umgerechnet rund 15 Euro), inzwischen waren sie ab 2000 Rubel erhältlich. Der Verkauf wurde, wie auch bei anderen Billigfluggesellschaften üblich, größtenteils per Internet abgewickelt. Bezahlt werden konnte unter anderem mit Kreditkarte oder Bareinzahlung bei der Potschta Rossii oder den Filialen der WTB. 
Im Frühjahr 2011 kam es erstmals zu finanziellen Problemen, als die Heimatbasis der SkyExpress, der Flughafen Moskau-Wnukowo, aufgrund offener Rechnungen die Abfertigung ihrer Flugzeuge verweigerte. Am 31. Oktober 2011 entzog die russische Luftfahrtaufsichtsbehörde der überschuldeten Airline schließlich die Betriebslizenz. Ein Teil der Flugzeuge und des Streckennetzwerks wurde durch Kuban Airlines übernommen.

## Flugziele
SkyExpress bot von Moskau aus Linienflüge zu mehreren Zielen innerhalb Russlands, darunter Kaliningrad, Murmansk und Tyumen, sowie saisonale Charterflüge zu europäischen Urlaubsdestinationen an.

## Flotte

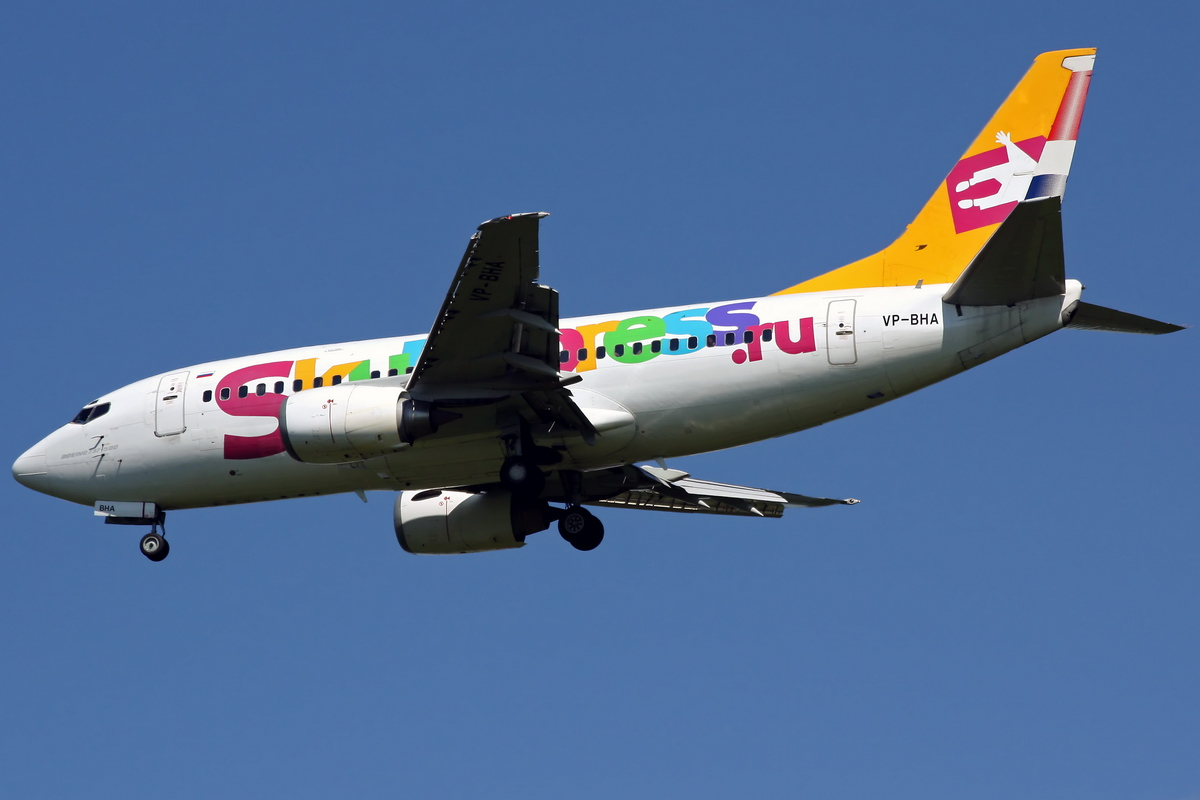
Eine Boeing 737-500 der SkyExpress

Mit Stand Oktober 2011 (vor Einstellung des Betriebes) bestand die Flotte der SkyExpress aus elf Flugzeugen:
- 3 Airbus A319-100
- 2 Boeing 737-300
- 6 Boeing 737-500